# Grupo Especial de Operaciones Federales

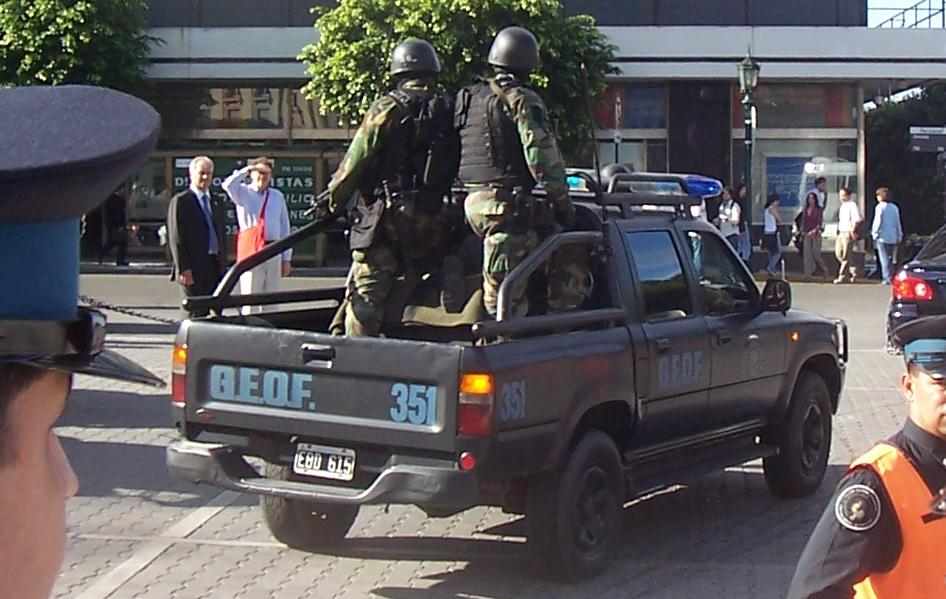
Einsatzfahrzeug der Grupo Especial de Operaciones Federales

Die  Grupo Especial de Operaciones Federales (GEOF) (Spezialeinheit des Bundes) ist eine Spezialeinheit der argentinischen Bundespolizei für Terrorismusbekämpfung. Sie wurde 1994 nach dem verheerenden Bombenanschlag auf eine jüdische Einrichtung in Buenos Aires vom 18. Juli desselben Jahres neu aufgestellt.

## Auftrag
Die GEOF ist spezialisiert auf Terrorismusbekämpfung, Geiselbefreiung, Drogenbekämpfung, Personenschutz und die Eindämmung von Schwerstkriminalität.

## Organisation
Sie ist organisiert in drei Teileinheiten, die Gruppe ist in Tucumán, in Rosario sowie Buenos Aires stationiert. Wegen ihres hohen Bereitschaftsgrades und ihrer ständigen Luftbeweglichkeit wird sie im Volksmund kurz 4T (todo tiempo-todo terreno, dt. „jederzeit, überall“) genannt.

## Rekrutierung und Ausbildung
Der Ausbildungskurs der GEOF dauert 20 Wochen und ist in zwei Phasen unterteilt. Er umfasst Lehrgänge für Scharfschützen, Fallschirmspringen einschließlich speziellen Sprungtechniken wie HALO (eng. High Altitude – Low Opening, dt. „Hohe Absprunghöhe – tiefe Schirmöffnung“) und HAHO (eng. High Altitude – High Opening, dt. „Hohe Absprunghöhe – hohe Fallschirmöffnung“), Nahkampf und Bombenentschärfung. Die Einheit führt regelmäßig gemeinsame Übungen mit dem amerikanischen Hostage Rescue Team des FBI, den Green Berets der US Army und polizeilichen SWAT-Einheiten der USA durch.

## Ausrüstung
Die Einheit hat Zugriff auf alle Waffen, die der Weltmarkt bietet, unabhängig von dem regulären Beschaffungswesen der argentinischen Bundespolizei.
Auswahl:
- Heckler & Koch USP
- Heckler & Koch MP5
- SG 550
- SPAS 12
- M4A1
- Remington 700P

## Verweise

### Andere argentinische Spezialeinheiten
- Grupo Alacrán (Skorpioneinheit), Polizei
- Brigada Especial Operativa Halcón (Spezialeinsatzbrigade Adler), Polizei (Polizei Buenos Aires)
- Grupo Albatros (Albatroseinheit), Marine
- Commandos Anfibios (amphibisches Kommando), Marine
- Buzos Tacticos (Kampfschwimmer und Waffentaucher), Marine
- Compania de Commandos 601 (Kommandokompanie 601), Heer
- Compañía de Tropas de Operaciones Especiales  (Spezialeinsatztruppen-Kompanie)